# El antropólogo inocente. Notas desde una choza de barro
El antropólogo inocente. Notas desde una choza de barro —título original en inglés: The Innocent Anthropologist. Notes from a Mud Hut— es un libro de carácter divulgativo escrito por Nigel Barley, Fue publicado por primera vez en 1983 por la Bristish Museum Publications Ltd aunque su versión en castellano llegó en 1989 por medio de la Editorial Anagrama.
Escrita como minuta del trabajo de campo realizado por el mismo Barley en 1978 durante su estancia en Camerún, la obra narra las vicisitudes de su autor para comprender, estudiar y convivir con el pueblo de los Dowayos. A medio camino entre la crónica de viaje y el diario etnográfico, El antropólogo inocente es un relato irónico, humorístico y crítico que destacó entre las obras de su género por «derribar gran parte de los mitos que, con carácter dogmático, han dominado a la disciplina antropológica».

## Estructura narrativa
La progresión narrativa del libro de Nigel Barley, compuesto por trece capítulos, está marcada por su semejanza con las etapas básicas de la investigación etnográfica. Ello se debe, en parte, a que la obra fue elaborada tras la publicación en 1978 de Estructuras simbólicas de los dowayos, el trabajo académico fruto de su experiencia con el pueblo camerunés y del que se sirvió posteriormente para ilustrar sus vivencias en El antropólogo inocente. Por consiguiente, el autor alude en numerosas ocasiones a esa monografía académica, aunque sin explicitar su título.
El primer capítulo («Las razones»), desglosa los motivos que llevaron a Barley a realizar su investigación de campo con los dowayos.
El segundo capítulo («Los preparativos»), describe la preparación, búsqueda de financiación y permiso para emprender su viaje y realizar el trabajo de campo.
Del tercer al duodécimo capítulos («Rumbo a los montes», «Honni soit qui Malinowski», «Llevadme ante vuestro jefe», «¿Está el cielo despejado para ti?», «Oh, Camerún, cuna de nuestros padres», «Tocando fondo», «Ex Africa Semper quid immundum», «Ritos y retos», «Lo húmedo y lo seco», y «Primeros y últimos frutos»), exponen los pormenores de la experiencia entre los dowayos y, entre enredo y enredo, «Barley va conociendo el mosaico de relaciones que se establecen entre las diferentes posiciones que ocupan los individuos en la comunidad, así como las que le asignan a él mismo, que muchas veces ignora hasta que mete la pata».
En el decimotercer y último capítulo («Un alienígena inglés»), Barley regresa a su Inglaterra natal y resume los efectos físicos y mentales de la inmersión entre los dowayos, sintiéndose un extraño entre los miembros de su cultura natal y adoptando irónicamente la lógica cotidiana de sus anfitriones cameruneses.

## Contexto y antecedentes
El antropólogo inocente surgió en un momento convulso para la disciplina antropológica, y en un clima intelectual (la década de 1980), social y político influenciado por la globalización y la «invisibilidad de fronteras, tanto territoriales como simbólicas».
La dinámica entre los países dependientes y centrales se estaba modificando, y las relaciones de poder entre los pueblos descolonizados y las metrópolis se alteró notablemente, reduciendo el papel de los antropólogos como traductores de ambos. Nociones como territorio o trabajo de campo se vieron «jaqueadas por nuevas tendencias sociales y culturales» Asimismo, el crecimiento de los medios de comunicación masivos y las nuevas tecnologías provocaron una  «imperturbable impavidez» para definir los elementos básicos de la antropología.
A este contexto cabe sumarle las reacciones a la publicación póstuma de los diarios personales de Bronislaw Malinowski, Diario de campo en Melanesia (A diary in the strict sense of term, en inglés), en 1967. El antropólogo polaco era considerado por muchos como el padre fundador de la antropología social e impulsor del trabajo de campo como método científico gracias a su obra seminal, Los argonautas del Pacífico Occidental. Comercio y aventura entre los indígenas de Nueva Guinea Melanésica (1922). La publicación de su diario íntimo zozobró las convicciones de la academia antropológica, pues demostraba que las relaciones entre el investigador y los miembros de una comunidad estudiada no son tan gratas como se exponía en muchas monografías etnográficas.
El mismo Nigel Barley explica en su obra la transcendencia del suceso:

Por esta razón cuando Malinowski, el «inventor» del trabajo de campo, se reveló en sus diarios como un vehículo pura y simplemente humano, y bastante defectuoso por lo demás, cundió la indignación. También él se había sentido exasperado por los «negros», atormentado por la lujuria y el aislamiento. El parecer general era que esos diarios no debían haberse hecho públicos, que resultaban «contraproducentes para la ciencia», que eran injustificadamente iconoclastas y que provocarían todo tipo de faltas de respeto hacia los mayores.
Nigel Barley, «El antropólogo inocente», p.20-21

Así, Diario de campo en Melanesia cuestionaba «la figura del perfecto investigador», representada cuidadosamente por Malinowski en sus obras anteriores: «con capacidad ilimitada de adaptación y de relaciones humanas, capaz de ver y pensar como lo hacen los nativos, y a la vez rigurosamente objetivo, exacto y disciplinado, dedicado a desentrañar la verdad, etc.» Nigel Barley, sin embargo, rechazaría la postura de aquellos escandalizados con la publicación del diario íntimo de Malinowski y al mismo tiempo ignoró a los que «anunciaban la muerte de la antropología.»
El antropólogo inglés forma parte, entonces, de los autores a los que el antropólogo simbólico Clifford Geertz alude como «hijos de Malinowski», y que dieron lugar a una renovación y cuestionamiento de la etnografía clásica, «siempre susceptible de apropiaciones perversas, de ejercicios de impostura y ventriloquia».

## Repercusión
El antropólogo inocente tuvo una buena acogida inicial, tanto por parte del público profano como especializado, y desde su publicación en 1983 ha sido reeditada en numerosas ocasiones y traducida a varios idiomas. En el mercado español, incluso, algunas de las obras posteriores del autor, como Una plaga de orugas, han aparecido con la publicitaria coletilla de «el antropólogo inocente regresa a la aldea africana».
Aunque la obra de Barley no es la primera de su género (Laura Bonahan publicó Return to Laughter en 1954, y narraba de forma novelada y casi autobiográfica la incompetencia de un etnógrafo en su trabajo de campo,), la novedad de El antropólogo inocente estriba en su «jovialidad corrosiva» sus «innegables cualidades literarias» y un «chispeante y agudo sentido del humor» que habría motivado el éxito entre los no iniciados en la antropología social y entre sus compañeros de profesión gracias a su tono irreverente.
A este respecto, el propio autor comentaba en una entrevista para Le Monde el 20 de abril de 2010:

El humor no tiene cabida en la antropología. Tienes que ser serio, de lo contrario no te tomarán en serio. Pero ya sabes, me tomó dos años escribir un primer libro, «Estructuras simbólicas de los dowayos», que reescribí, que tiene cien páginas y que debe haber interesado a un total de quince personas en todo el mundo. Mientras que solo me tomó seis semanas para «El antropólogo inocente». Ambos libros son tan ciertos como el otro, pero en uno hay gente, historias, el otro es más cerebral.
Blesdoe H., «Nigel Barley», 20 de Abril 2010, Le Monde

## Ejes temáticos

### La desmitificación del trabajo de campo
El antropólogo inocente es un relato del «objeto más preciado de la aproximación antropológica»: el trabajo de campo y la observación participante. Pero se diferencia de las etnografías precedentes al desmitificar los tópicos de la profesión, como el viaje a tierras remotas para obtener datos cuantificables y el «resplandor rosado de experiencia romántica» con el que muchos de sus compañeros hablan del trabajo de campo. Barley pone en duda de la metodología etnográfica y afirma:

El proceso de recogida de datos resulta en sí mismo poco atractivo. No son precisamente datos lo que le falta a la antropología, sino más bien algo inteligente que hacer con ellos. El concepto de «coleccionar mariposas» es corriente en la disciplina, y caracteriza con propiedad las actividades de muchos etnógrafos e intérpretes fracasados que se limitan a acumular bonitos ejemplos de costumbres curiosas clasificadas geográfica, alfabéticamente, o en términos evolutivos, según la moda de la época.
Nigel Barley, «El antropólogo inocente», p.20-21

Pese a todo, y aunque la obra de Barley no sea una monografía acabada ni propiamente dicha. sí detalla algunos de los procesos y contingencias que afectan a los antropólogos en las investigaciones de campo, como, en su caso particular, tener que lidiar con los códigos lingüísticos de los dowayos y que estos se acostumbren a su presencia y comportamiento  A menudo, Barley menciona las dificultades para contactar y relacionarse con sus informantes: «La mayoría tiene otras cosas que hacer, se aburren fácilmente, les molestas la ignorancia de su interlocutor o les preocupa más quedar bien que ser sinceros»

### La deconstrucción del antropólogo
Las obras de Nigel Barley tienen un nexo común: sus títulos son formulados de manera poco habitual, o bien toman la forma de antífrasis, como en No es un deporte de riesgo. Tienen, así, «la virtud de provocar al lector y despertar su curiosidad» tal es el caso de El antropólogo inocente.
Algunos críticos y teóricos apuntan este hecho como primer indicio de la voluntad de Barley para construir un narrador semejante a un antihéroe que adopta «una visión opuesta a la figura habitual del erudito, a menudo presentado como omnisciente y voladizo». De esta manera, Barley se convierte también en sujeto de su escritura y en el objeto de estudio que ve invertida su posición de observador, mostrando que «la principal fuente de curiosidad e interés no es precisamente la población estudiada por él», sino que él mismo se convierte en el centro de atención para los dowayos.
Barley se distancia de sus compañeros de profesión y se detiene en aquellos aspectos que las monografías tradicionales rechazaban por ser irrelevantes, ya que su deseo es dar a conocer la experiencia y sensaciones de una investigación antropológica a los que no han podido vivirla. En ese sentido, Barley redefine el papel de las monografías etnográficas, relatando los obstáculos y miserias del antropólogo durante el trabajo de campo.

### La «auto-ficción» enEl antropólogo inocente
La frontera entre los textos etnográficos en la obra de Nigel Barley y el género de la ficción novelesca es difusa. Muchas novelas comparten elementos descriptivos que son propios del trabajo de campo etnográfico, y también existen interpretaciones cercanas a la fabulación en muchas monografías académicas.
Desde este punto de vista, se ha categorizado la escritura del autor, en general, y la contenida en El antropólogo inocente, en particular, como literatura de «auto-ficción». El estilo indirecto libre y el uso de la primera persona favorecerían el efecto de «entrar directamente en la cabeza de los protagonistas» y una forma de «repensar la relación entre ficción y realidad, el carácter académico de un escrito y la popularización de la ciencia»
El propio Nigel Barley ha manifestado en ocasiones sus preferencias por la ficción, y la influencia que esta ha ejercido en el desempeño de su labor como antropólogo y la redacción de sus trabajos:

Como antropólogo, siempre te haces preguntas como: ¿Qué tan diferentes pueden ser los diferentes pueblos? ¿Somos todos reducibles a una humanidad común? ¿Y si es así, qué es? Nadie puede responder a estas preguntas. Pero me gusta usar la ficción para tratar de responder preguntas antropológicas. Y la ficción, creo, da mejores respuestas.
Milnie, R.,«Fact and fiction»,12 de setiembre de 2008, The Telegraph

## Críticas
A pesar de la recepción mayormente favorable del libro entre académicos y neófitos de la antropología, El antropólogo inocente también ha recibido algunas críticas por parte de otros investigadores:
María Pía Poblete, antropóloga del Instituto de Ciencias Sociales de la Universidad de Chile, valora positivamente el libro de Barley porque ilustra las dificultades de participar en una cultura ajena, y agradece sus muchas «reflexiones agudas e ingeniosas sobre la esencia de la tarea antropológica». Sin embargo, y pese a considerar El antropólogo inocente como una «lectura básica para un antropólogo» también cree que resulta agotadora su perspectiva encorsetada por la «omnipresencia de los cánones occidentales» para juzgar y retratar el comportamiento del autor en un país extraño.
Por otra parte, Bruno Lutz, sociólogo y antropólogo del Departamento de Ciencias Sociales de la Universidad Autónoma Metropolitana de México, afirma que Nigel Barley «estaba en condiciones de producir y editar un libro de esta naturaleza» al estar amparado por entidades universitarias de prestigio como Cambridge y Oxford, y facilitando su estatus de autor irreverente ya que «su cursus universitario le autorizaba en decir cosas que otros no pueden decir por carecer de los recursos simbólicos y académicos necesarios».